# (3270) Dudley
(3270) Dudley – planetoida z grupy przecinających orbitę Marsa okrążająca Słońce w ciągu 3 lat i 56 dni w średniej odległości 2,15 j.a. Została odkryta 18 lutego 1982 roku w Obserwatorium Palomar przez Carolyn Shoemaker i Schelte Busa. Nazwa planetoidy pochodzi od H. Dudleya Wrighta, inżyniera, wynalazcy i przedsiębiorcy. Została zaaprobowana przez Eugene Shoemakera. Przed jej nadaniem planetoida nosiła oznaczenie tymczasowe (3270) 1982 DA.